# 村山内閣総理大臣談話「戦後50周年の終戦記念日にあたって」

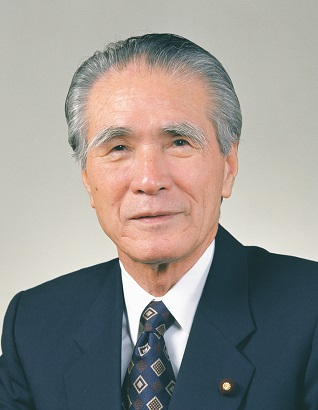
村山富市

村山内閣総理大臣談話（むらやまないかくそうりだいじんだんわ）は、1995年（平成7年）8月15日の戦後50周年記念式典に際し、第81代内閣総理大臣の村山富市が「戦後50周年の終戦記念日にあたって」（「せんごごじっしゅうねんのしゅうせんきねんびにあたって」）と題して閣議決定に基づき発表した声明。村山談話、戦後50年談話として知られる。

## 概要
村山談話は、1945年（昭和20年）8月15日の終戦から50年経った1995年（平成7年）8月15日、第81代内閣総理大臣の村山富市が、閣議決定に基づいて発表した声明である。以後の内閣にも引き継がれ、日本政府の公式の歴史的見解としてしばしば取り上げられる。内閣官房副長官の古川貞二郎は「村山総理は国会決議より踏み込んだ内容の総理談話を出したい意向があったと思う。村山さんの意を受け外政審議室長の谷野作太郎さん（後に駐中華人民共和国特命全権大使）が心血を注ぎ案文作成にあたった。調整の段階で私も案文を見た。」と述懐している。
村山は「平成7年は終戦後五十年の節目の年。国内的にも国際的にもけじめをつけられる問題についてはけじめをつけ、二十一世紀の展望に道を開くのがこの内閣の役割」と考えた。しかし、戦後五十年の国会決議は自民党や各会派の保守強硬派の突き上げで、散々なことになった。衆院本会議で6月に採決された「歴史を教訓に平和への決意を新たにする決議」は与野党251人の議員が欠席し、参院での決議は見送られてしまった。それならば、歴代首相が示してきた「おわび」を集大成し、21世紀のアジア外交の基本理念を首相談話で示すしかない」と回顧している。
談話は主に、今日の日本の平和と繁栄を築き上げた国民の努力に敬意を表し、諸国民の支援と協力に感謝する段、平和友好交流事業と戦後処理問題への対応の推進を期する段、国策を誤り戦争への道を歩んで国民を存亡の危機に陥れ、植民地支配と侵略によって諸国民に多大の損害と苦痛を与えたことを反省し、謝罪を表明する段、国際協調を促進し、核兵器の究極の廃絶と核不拡散体制の強化を目指す段からなる。
特に、「現在取り組んでいる戦後処理問題についても、わが国とこれらの国々との信頼関係を一層強化するため、私は、ひき続き誠実に対応してまいります。」としたことにおいて、官憲や軍の関与を認めたとする先の河野談話に関連し、慰安婦問題への対応について論争となっている。
また、韓国や中国への謝罪問題に対しては、「植民地支配と侵略によって、多くの国々、とりわけアジア諸国の人々に対して多大の損害と苦痛を与えました。私は、未来に誤ち無からしめんとするが故に、疑うべくもないこの歴史の事実を謙虚に受け止め、ここにあらためて痛切な反省の意を表し、心からのお詫びの気持ちを表明いたします。」としている。
なお、同談話の作成過程において、村山が最も頼りにしていた閣僚で当時通商産業大臣だった橋本龍太郎に直接電話をし、根回しをお願いした。橋本は「いや、これでいいと思います。異論はありません。」と返答、村山は日本遺族会会長やみんなで靖国神社に参拝する国会議員の会会長という立場の橋本に村山談話に同意できないのではと心配していたので安堵した。橋本が話を終わろうとする時に「あの文章を読むと、敗戦という言葉と終戦という言葉が両方使われている。どちらかを統一した方がいいのではないでしょうか」と言い、村山は「どっちに統一した方がいいと思われますか」と聞くと「そりゃあ、敗戦の方がいいのではないですか」と橋本が言い、村山も賛成し、敗戦に統一した。古川も「私はこれ以上望めない談話案だと思った。」としている。
森喜朗（前自民党幹事長、当時建設大臣）は「村山政権時代の1995年はちょうど、戦後50年でした。そこで、謝罪や不戦の考えを国会として打ち出そうという「戦後50年の国会決議」が問題になりました。社民党からは「侵略行為への反省」という表現を使うべきではないと意見が強く出て、とりまとめが難航しました」と質問された、森は「この問題は村山さんと河野さんが相談したはずですよ。河野さんは外務大臣という立場でもあるし、総裁ですからね。あのときの政調会長は加藤紘一さんだったので、党のほうはみんな加藤さんにまかせ、私は結果だけ了承した。」と述べている。「世界の近代史上における数々の植民地支配や侵略行為に思いをいたし、わが国が過去に行ったこうした行為や他国民、特にアジア諸国民に与えた苦痛を認識し、深い反省を表明する」という回りくどい表現になりました。しかも、採決では野党の新進党が欠席したほか与党議員の一部も欠席しました。国際社会に向けてのメッセージとしてはみっともない話でした。」と質問された森は「だけど、そういうものはなかなか統一できないよ。」と答え、「侵略行為の反省」という言葉は、そんなに嫌なものですか？と質問された際は、「今の若い世代は「日本は昔、侵略したじゃないか。だから反省するのは当たり前じゃないか。」と言う。しかし、村山政権のころ、だから今から10年以上前は、日本遺族会とか旧軍人の戦友団体がいっぱいあって、彼らや戦没者の遺族は「うちの親父とじいさんは侵略じゃない。名誉の戦死をしたんだ。」という思いがあるんですよ。だから「あれは侵略のための戦争であった」という言い方は、少なくとも保守系の諸団体は絶対に使ってもらいたくないわけです。党内もそういう空気でした。最近の若手議員は歴史を知らないからね。しかし、他人の国に支配するというのは、やっぱりよくない。少なくともわれわれ昭和年代の2ケタの世代は、そのこと非と認めて政治をやってきた。そうでなかったら、中国や韓国などの感情が和らがないですよ。そういうことを考えないのは小泉さんの悪いことだ。」、「当時、自民党は野党から与党へ戻ったばかりでした。だから、余計に支援団体への配慮を大切にしなければならなかったのではないですかと」と質問された森はもちろんそういう面はありましたよ。しかし、そこは加藤紘一さんが彼なりのポーズをやっていた。僕は加藤さんに「各団体から了解とってきてください」とお願いした。」と答え、「あの談話は村山さんが助言者を集めてつくったんですか。」と質問された森は「どうやったのかは知りませんが、村山さんの思い入れながら文面は役人がつくった。」と答えている。
当時の状況について、労働大臣として閣議決定に関わった平沼赳夫は、「閣議中にいきなり談話案が出された。署名しなければ自社さ連立政権が吹っ飛ぶかもしれないという恐怖感があり、署名せざるを得なかった」と和田政宗に証言している。また、平沼と同様に閣僚として閣議決定に関わった島村宜伸、野呂田芳成、深谷隆司、衛藤征士郎は、作成過程について村山が「野坂浩賢元官房長官がしっかり根回ししていた」と朝日新聞のインタビューで語ったことについて、「根回しされていない」と反論している。内閣官房副長官の古川は「閣議で談話案を読み上げるのは事務副長官の役目。私はかつてない緊張感を覚えた。司会役である野坂浩賢官房長官が『古川副長官が談話案を読み上げますので、謹んでください』とわざわざ発言した。普通は官房長官が閣議で『謹んで』というようなことは言わない。野坂さんも同じ思いなのだと心が熱くなった。」、「閣議室は水を打ったように静まりかえり、しわぶき一つ聞こえなかった。閣僚は腕組みしながら聞き入っており、異論は全く出なかった。」としている。
村山は、この談話を発表したあとの記者会見で、いくつかの点について質問を受け、見解を示した。まず、天皇の責任問題については「戦争が終わった当時においても、国際的にも国内的にも陛下の責任は問われておりません。」として、「今回の私の談話においても、国策の誤りをもって陛下の責任を云々するというようなことでは全くありません。」と、その存在を否定した。また、「遠くない過去の一時期、国策を誤り」としたことについて、「どの内閣のどの政策が誤った」という認識か問われ、しばし逡巡した後、「どの時期とかというようなことを断定的に申し上げることは適当ではない」と答えた。さらに、諸外国の個人から、戦争被害者として日本政府に対して賠償請求が行われていることについて、今後の日本政府の対応を問われ、「先の大戦に係わる賠償、財産請求権の問題につきましては、日本政府としては、既にサンフランシスコ平和条約、二国間の平和条約及びそれとの関連する条約等に従って誠実に対応してきた」とし、「我が国はこれらの条約等の当事国との間では、先の大戦に係わる賠償、財産請求権の問題は、所謂、従軍慰安婦の問題等も含めて」「法的にはもう解決が済んでいる」との認識を示し、個人補償を国として行う考えはないとした。
なお、終戦から60年が経った2005年8月15日には、当時の内閣総理大臣であった小泉純一郎により、村山談話に基づき、それを継承・発展させた内閣総理大臣談話（小泉談話）が発表されており、こちらも村山談話のように日本政府の公式見解として扱われている。
小泉純一郎の後に内閣総理大臣に就任した安倍晋三は、首相在任中の2015年8月14日に戦後70年談話として安倍談話を発表し、村山談話にある「心からのお詫びの気持ち」「痛切な反省」の文言について、歴代内閣の立場を継承するという間接的な表現で盛り込み、『侵略』『植民地支配』の文言については、日本の行為としてではなく、これらの行為について「用いない」「永遠に訣別する」という一般論として村山談話とは異なる文脈で盛り込んだ。談話を発表した記者会見では、過去の日本の行為が「侵略」に当たるかどうかは明言しなかった。

## 村山談話後の各首相の対応
橋本内閣
1996年（平成8年）1月24日、橋本龍太郎内閣総理大臣は、衆議院本会議の代表質問において本談話の今後の取り扱いを問われ、本談話の意義を踏まえて対アジア外交を進めていく旨、答弁した。
小渕内閣
1998年（平成10年）8月11日、小渕恵三内閣総理大臣は、衆議院本会議の代表質問において歴史認識について問われ、本談話の基礎の上に立って外交を行っていく旨、答弁した。
同年11月26日、中華人民共和国の江沢民国家主席との日中首脳会談後に発表された日中共同声明には「双方は過去を直視し歴史を正しく認識する事が日中関係を発展させる重要な基礎であると考える。日本側は1972年の日中共同声明及び1995年8月15日の内閣総理大臣談話を遵守し、過去の一時期の中国への侵略によって中国国民に多大な災難と損害を与えた責任を痛感し、これに対し深い反省を表明した。中国側は日本側が歴史の教訓に学び平和発展の道を堅持することを希望する。双方はこの基礎の上に長きにわたる友好関係を発展させる。」との文言が盛り込まれ、村山談話を重視する姿勢を示した。
森内閣
2000年（平成12年）11月22日、森喜朗内閣総理大臣は、参議院予算委員会において「かつての戦争」についての認識を問われ、「95年の村山内閣総理大臣談話というもの、これが我が国の過去の問題についての政府としての正式な見解でございます。これに基づいて、特に周辺近隣アジア諸国とはこの精神をしっかり受けとめて、そして外交交渉を進めていくということが大事だと考えております。」と答弁した。
小泉内閣
2005年（平成17年）8月15日の戦後60周年の終戦記念日、小泉純一郎内閣総理大臣は、村山談話を踏襲した『小泉談話』を発表して、再びアジア諸国に謝罪した。
村山談話は特定の国名を明示していないのに対して小泉談話には「中国や韓国」という国名が盛り込まれた。
第1次安倍内閣
2006年（平成18年）10月5日、安倍首相は、衆議院予算委員会で、村山談話について「アジアの国々に対して大変な被害を与え、傷を与えたことは厳然たる事実」であり、「村山談話の中で述べているように、恐らくこれは、韓国の方々あるいは中国の方々を初め、侵略をされた、あるいは植民地支配に遭ったと、それはまさに我が国がそのときの閣議決定した談話として国として示したとおりである」とし、これを1993年（平成5年）の河野談話とともに、「私の内閣で変更するものではない」と明言した。
福田康夫内閣
2008年（平成20年）5月7日、福田康夫内閣総理大臣は、中華人民共和国の胡錦濤国家主席の日本訪問を受け、日中首脳会談に臨んだが、首脳会談後の共同声明では村山談話について一切言及しなかった。
福田は自由民主党総裁選挙における総裁候補だった2007年（平成19年）9月19日、日本外国特派員協会での記者会見にて「首相が言ったことだから正しいものと考える必要がある」と述べ、同じく候補者の麻生太郎も「歴代内閣は皆、同じことを申し上げてきている」と発言している。
麻生内閣
2008年（平成20年）10月2日、麻生太郎内閣総理大臣は、衆議院本会議の代表質問において、村山首相談話を受け継ぐのかどうか問われ、村山談話や小泉談話は「さきの大戦をめぐる政府としての認識を示すものであり、私の内閣においても引き継いでまいります。」と答弁した。なお、同年11月、政府見解と異なる認識を示した論文を発表したとして航空幕僚長を更迭され、退職した田母神俊雄は、参考人として招致された参議院外交防衛委員会の席で、「いわゆる村山談話なるものを公然と批判したことは全くありませんし、論文の中でも全く触れておりません。」とした上で、「村山談話と異なる見解を表明したということで更迭をされた」との認識を示した。
鳩山由紀夫内閣
2009年（平成21年）9月21日（日本時間22日）、アメリカ合衆国のニューヨークにおいて、中華人民共和国の胡錦濤国家主席と会談した鳩山由紀夫内閣総理大臣は、「互いの違いを乗り越えられる外交をするのが友愛の外交だ」とした上で、「村山富市首相談話を踏襲する」と表明した。
菅直人内閣
2010年（平成22年）8月10日、菅直人内閣総理大臣は韓国併合100年の節目に当たり、「植民地支配がもたらした多大の損害と苦痛に対し、ここに改めて痛切な反省と心からのお詫びの気持ちを表明いたします」と韓国に対して村山談話を踏襲した内容の謝罪談話（菅談話）を発表。しかし中国、台湾、北朝鮮などからは、村山談話はアジア全体に謝罪しているのに対し、菅談話は韓国に対してのみ謝罪している談話として批判を受けた。
野田内閣
2012年（平成24年）8月15日、野田佳彦内閣総理大臣は全国戦没者追悼式の式辞で歴代首相と同様に「先の大戦では多くの国々、とりわけアジア諸国の人々に対し多大の損害と苦痛を与えました。深く反省し犠牲となられた方々とそのご遺族に慎んで哀悼の意を表します」と村山談話の言葉を述べた。
第2次安倍内閣
2013年（平成25年）4月22日、参議院予算委員会で安倍晋三内閣総理大臣は「安倍内閣として村山談話をそのまま継承している訳ではない」と答弁した。同年5月15日、2014年（平成26年）3月3日の参議院予算委員会では「安倍内閣として歴代内閣の立場を引き継いでいる。」「侵略や植民地支配を否定した事は一度もない」とも答弁している。
2015年（平成27年）1月5日、安倍晋三内閣総理大臣は年頭記者会見で「村山談話を含め、歴史認識に関する歴代内閣の立場を全体として引き継いでいます。そしてまた引き継いでまいります」と表明した。
第3次安倍内閣
2015年8月14日、安倍晋三内閣総理大臣は戦後70年談話として、『侵略』『植民地支配』『痛切な反省』『心からのお詫びの気持ち』の文言を村山談話とは異なる文脈や表現で盛り込んだ「安倍談話」を閣議決定し発表した。
第二次世界大戦について「深い悔悟の念」を表明し、戦後のアジア諸国への支援について触れる中において、歴代内閣の立場を継承するという間接的な表現で、「心からのお詫びの気持ち」、「痛切な反省」の文言を盛り込んだ。また、満州事変から第二次世界大戦への経緯について、「（日本は）進むべき針路を誤り、戦争への道を進んだ」とした。そして、「事変、侵略、戦争。いかなる武力の威嚇や行使も（中略）二度と用いてはならない」、「植民地支配から永久に訣別しなければならない」と一般論としての文脈の中で、「侵略」「植民地支配」の文言を盛り込み、村山談話とは異なり、日本の行為を侵略として認めたくだりはなかった。
談話を発表した記者会見においても、日本の行為が侵略に当たるかどうかは明言しなかった。また「あの戦争には何ら関わりのない、私たちの子や孫、そしてその先の世代の子どもたちに、謝罪を続ける宿命を背負わせてはなりません」といった独自の内容も盛り込まれた。
安倍談話を受けて、2015年8月14日から一時的に外務省ホームページの「歴史問題Q&A」が削除され、同年9月18日に改訂された「歴史問題Q&A」が掲載された。改訂前のページに記載されていた「植民地支配」「侵略」の文言が削除され、「戦争とは何ら関わりのない、将来の世代が、謝罪を続けねばならないような状況を作ってはなりません。これは、今を生きる、現在の世代の責任であると考えています」と安倍談話の内容を反映する文言が新たに追加された
菅義偉内閣
2021年（令和3年）6月25日、菅義偉内閣総理大臣は村山談話を継承しているとする答弁書を閣議決定した。
第2次岸田内閣
2023年（令和5年）3月6日、岸田文雄内閣総理大臣は、参議院予算委員会において「岸田政権としても、歴史認識に関する歴代内閣の立場を全体として引き継いでいるし、今後も引き継いでいく」と答弁した。
石破内閣
戦後80年の節目の終戦記念日である2025年（令和7年）8月15日、石破茂内閣総理大臣は戦後50年の村山談話、戦後60年の小泉談話、戦後70年の安倍談話のような談話は発表しなかったが、全国戦没者追悼式で内閣総理大臣としては13年ぶりに「反省」という言葉を述べ、村山談話を踏襲した。